# Ulotrichopus lucidus
Ulotrichopus lucidus är en fjärilsart som beskrevs av Elliot C.G. Pinhey 1968. Ulotrichopus lucidus ingår i släktet Ulotrichopus och familjen nattflyn. Inga underarter finns listade i Catalogue of Life.